# 邓佐虞
邓佐虞（1898年—1938年5月），号述唐，河北高阳人，中华民国陆军少将，秉性勇烈，国民革命军139师参谋长，1938年5月在徐州会战中阵亡于萧县。
2014年9月1日，邓佐虞被列入中华人民共和国民政部公布的第一批著名抗日英烈和英雄群体名录。

## 生平
1898年，邓佐虞出生在河北高阳，8岁时开始读书，后投笔从戎。1919年考入保定陆军军官学校第9期步兵科，1923年8月毕业，任绥远军事政治学校步兵科教官兼步兵队队长，1927年7月任国民革命军第3集团军第1军司令部参谋、作战科科长，1932年3月任第32军第139师参谋处处长兼军直属教导旅副旅长。1936年9月，邓佐虞进入南京陆军大学深造，1937年12月毕业，毕业后先任第75军第139师上校参谋主任，1938年3月升为少将师参谋长。
1938年5月15日，139师奉命前往萧县防守，阻击日军北犯徐州。部队黄昏时分刚到萧县，就与日军遭遇，邓佐虞指挥部队在凤凰山、龙山和县城南郊与日军激战，数度击退日军的进攻。但是139师先前参加了台儿庄战役，部队未能休整便来萧县驻防，疲惫异常。18日，日军久攻不下，在飞机和重炮掩护下，从城北突入城内，北城国军伤亡惨重。邓佐虞抱着必死的决心，率领督战队20多人奔赴城北督战并参加战斗，寡不敌众战死，时年40岁，督战队无一生还。